# 迪特尔·舒伯特
迪特尔·舒伯特（德語：Dieter Schubert，1943年8月11日—），德国男子赛艇运动员。他曾代表东德参加1968年和1972年夏季奥林匹克运动会赛艇比赛，获得二枚金牌，均来自男子四人单桨无舵手项目。